# Goalball ai XV Giochi paralimpici estivi
Le gare di Goalball ai XV Giochi paralimpici estivi si sono svolte tra l'8 e il 16 settembre 2016 presso l'Arena do Futuro, a Rio de Janeiro.
Il goalball è uno sport dedicato esclusivamente ad atleti con disabilità visive (non vedenti o ipovedenti). Scopo del gioco è segnare il maggior numero di reti.

## Formato
Le squadre partecipanti (10 maschili e 10 femminili) hanno disputato un'iniziale fase a gironi, suddivisi in gruppi da cinque squadre. Sono stati assegnati tre punti alla vincitrice di ogni incontro, un punto in caso di parità e zero in caso di sconfitta.
Le prime quattro classificate di ogni gruppo hanno avuto accesso alla fase finale, comprensiva di quarti di finale, semifinali, finale per la medaglia di bronzo e finale per la medaglia d'oro.

## Squadre partecipanti

### Squadre maschili partecipanti
- Brasile (Paese ospitante)
- Finlandia
- Stati Uniti
- Germania
- Svezia
- Lituania
- Turchia
- Canada
- Cina
- Algeria

### Squadre femminili partecipanti
- Brasile (Paese ospitante)
- Algeria
- Australia
- Canada
- Cina
- Israele
- Giappone
- Ucraina
- Stati Uniti
- Turchia

## Calendario
| Maschile dettagli  | G | G | G | G | G | G | QF | SF | B | F |
| Femminile dettagli | G | G | G | G | G | G | QF | SF | B | F |

| G | Gironi eliminatori | QF | Quarti di finale | SF | Semifinali | B | Finale medaglia di bronzo | F | Finale medaglia d'oro |

## Podi
| Evento           | Oro      | Argento     | Bronzo      |
| Torneo maschile  | Lituania | Stati Uniti | Brasile     |
| Torneo femminile | Turchia  | Cina        | Stati Uniti |

## Medagliere
| Posizione | Paese       | Oro | Argento | Bronzo | Totale |
| --------- | ----------- | --- | ------- | ------ | ------ |
| 1         | Lituania    | 1   | 0       | 0      | 1      |
| 1         | Turchia     | 1   | 0       | 0      | 1      |
| 3         | Stati Uniti | 0   | 1       | 1      | 2      |
| 4         | Cina        | 0   | 1       | 0      | 1      |
| 5         | Brasile     | 0   | 0       | 1      | 1      |
| Totale    | Totale      | 2   | 2       | 2      | 6      |